# Acuera luhea
Acuera luhea är en insektsart som beskrevs av Delong och Wolda 1982. Acuera luhea ingår i släktet Acuera och familjen dvärgstritar. Inga underarter finns listade i Catalogue of Life.